# Seminario Conciliar de Las Palmas
'El Seminario Conciliar de Las Palmas de Gran Canaria' fue inaugurado el 17 de junio de 1777 por el obispo valenciano Juan Bautista Cervera, franciscano. Se cumplían más de doscientos años desde que en 1563 el Concilio de Trento estableciera la fundación de seminarios eclesiásticos. Esta institución se mantenía económicamente de los bienes que habían pertenecido a los jesuitas, expulsados de España, por el rey Carlos III, en 1767.

## Historia
El Seminario Conciliar fue durante mucho tiempo el primer centro de enseñanza de las Islas Canarias. En él se formaron  varias generaciones de futuros sacerdotes pero también muchos intelectuales y profesionales liberales que tras pasar por sus aulas no se decidieron a seguir carrera eclesiástica. Entre los primeros pueden señalarse Graciliano Afonso o Antonio Pereira Pacheco y Ruiz  y entre los segundos destacan José Agustín Álvarez Rixo, Francisco Fernández de Béthencourt o Gregorio Chil y Naranjo. 
La educación impartida en el Seminario se caracterizó por su talante liberal e ilustrado gracias al trabajo en el mismo de intelectuales como el obispo Antonio Tavira Almazán o el obispo Manuel Verdugo y Albiturría.
Es conocido el protagonismo del clero dentro de la Ilustración canaria y por ello el Seminario se convirtió en un foco de difusión de las nuevas ideas y estudios ilustrados. Este carácter librepensador del centro y de su profesorado le supuso un enfrentamiento permanente con el Santo Oficio. Cervera, al fundar el Seminario lo dotó de unas Constituciones que desterraban el monopolio de la escolástica; Herrera de la Bárcena tuvo problemas por utilizar libros prohibidos, como el Opstraet, para las materias teológicas; el obispo Tavira por su amistad con Jovellanos y sospechoso de jansenismo; o el canario Verdugo que mantuvo una posición decidida a favor de la abolición de la Inquisición
El Seminario acogió la primera biblioteca pública de la región, creada por el rey Carlos III en 1774.